# Керосин
Керосинът е запалима въглеводородна течност. Името произлиза от гръцката дума керос (κηρός) – „восък“.
Нарича се още газ за горене, газ за осветление или просто газ (в случая съществителното е от женски род). В Обединеното кралство и РЮА се нарича и „парафиново масло“ или само „парафин“, което при невнимателен превод от английски език може да предизвика объркване с восъкоподобното твърдо вещество парафин.
Керосинът се използва като гориво за осветление (виж газена лампа), отопление и готвене с открит пламък, както и като самолетно гориво за реактивни двигатели и като разтворител. Добива се при дестилирането на петрол. При изгарянето си отделя въглероден диоксид, на който се дължат 60% от парниковия ефект.
Керосинът е лека, прозрачна течност, съставена от въглеводороди, с плътност 0,78 – 0,81 g/cm3, получена при фракционна дестилация на нефт между 150 °C и 275 °C, смес от въглеродни вериги, които обикновено съдържат между шест и 16 въглеродни атома в молекулата си. Основните съставки на керосина включват N-додекан, алкилбензени, нафталин и техни производни.
Точка на възпламеняване на парите на керосина с открит пламък е между 37 и 65 °C температура на самия флуид, а температура на самозапалване е 220 °C.
Топлината на изгаряне на керосина е подобна на тази на дизеловото гориво – между 43,1 MJ/kg и 46,2 MJ/kg.
Керосинът не се смесва с вода, но се смесва с нефтени (неполярни) разтворители.